# Rivière Magog
Der Rivière Magog (englisch Magog River) ist ein Fluss in der Verwaltungsregion Estrie im äußersten Süden der kanadischen Provinz Québec.

## Flusslauf
Der Fluss entwässert bei Magog den Lac Memphrémagog. Er fließt über eine Strecke von 31,8 km in nordöstlicher Richtung nach Sherbrooke, wo er in den Rivière Saint-François mündet.

## Wasserkraftwerke
Mehrere Staudämme sowie sieben Wasserkraftwerke werden von den Energieversorgern Hydro-Magog und Hydro-Sherbrooke betrieben. Die Wasserkraftwerke nutzen das Gefälle des Rivière Magog von 64 m und besitzen eine installierte Leistung von etwa 14 MW. Der Rock Forest-Damm staut den Fluss zum Lac Magog auf.
| Name         | Fertig- stellung | Leistung [MW] | Anzahl Turbinen | Fall- höhe [m] | Betreiber                      |
| ------------ | ---------------- | ------------- | --------------- | -------------- | ------------------------------ |
| Memphrémagog | 1910/1992        | 1,9           | 2               | 8              | Hydro-Sherbrooke / Hydro-Magog |
| Grande Dame  | 1911             | 1,8           |                 | 10             | Hydro-Magog                    |
| Rock Forest  | 1911/1997–2000   | 2,9           | 2               | 10             | Hydro-Sherbrooke               |
| Drummond     | 1910/1927/1965   | 0,6           | 1               | 4              | Hydro-Sherbrooke               |
| Paton        | 1926–1927        | 1,7           | 2               | 7              | Hydro-Sherbrooke               |
| Frontenac    | 1917/1987        | 2,2           | 2               | 12             | Hydro-Sherbrooke               |
| Abénaquis    | 1910             | 2,8           | 3               | 12             | Hydro-Sherbrooke               |